# Cómo mueren las reinas
Cómo mueren las reinas es una película dramática adolescente argentina de 2021 dirigida por Lucas Turturro. Narra la historia de dos hermanas que se ven enfrentadas tras la llegada de su primo quien le despierta sus más profundos deseos sexuales. Está protagonizada por Malena Filmus, Lola Abraldes, Franco Rizzaro y Umbra Colombo. La película tuvo su estreno mundial el 21 de marzo de 2021 durante el Buenos Aires Festival Internacional de Cine Independiente y luego tuvo un lanzamiento limitado en las salas de cines de Argentina y en CINE.AR el 26 de agosto de 2021 bajo la distribución de Aleph Cine.
La película recibió una acogida positiva por parte de la crítica especializada, la cual valoró el trabajo de dirección de Turturro y elogiaron las actuaciones de los protagonistas. En el sitio web Todas las críticas tuvo un porcentaje de aprobación del 69%.

## Sinopsis
Tras la repentina muerte de su padre en un accidente, dos hermanas llamadas Juana (Malena Filmus) y Mara (Lola Abraldes) de 17 y 14 años respectivamente, deberán mudarse a la casa de campo de su no muy agradable tía Inés (Umbra Colombo). Durante su estadía, se anotician de que pronto los visitará su primo Lucio (Franco Rizzaro) a quien no ven hace mucho tiempo y que con su llegada despertará una rivalidad entre las hermanas. 

## Reparto
- Malena Filmus como Juana
- Lola Abraldes como Mara
- Franco Rizzaro como Lucio
- Umbra Colombo como Inés
- Giovanni Ciccia como Marcelo
- Miguel Dávalos como Pedro

## Recepción

### Comentarios de la crítica
Diego Batlle de Otros Cines comentó que «Turturro se muestra como un director de una solidez narrativa, visual y dramática apabullante», mientras que  Boquet con su guion «trasciende su tendencia al simbolismo y la alegoría con una intensa e íntima descripción de la pulsión sexual y ciertos rasgos de violencia y autodestrucción», donde se construyen personajes interesantes. Por su parte, Alejandro Lingenti del diario La Nación calificó a la película de «buena» y manifestó que «Turturro exhibe un notable dominio de la puesta en escena [...], y es excelente el trabajo de fotografía de Nicolás Trovato que potencia la eficacia del film», mientras que la actuación de Filmus es «impecable». Catalina Dlugi del sitio web El Portal de Catlina escribió que la cinta presenta «recursos llamativos, repeticiones, ángulos sorprendentes y una historia familiar que se desencadena suspenso y terror»; y además valoró el trabajo de interpretación de Filmus y Abrales, aunque destacó la actuación Colombo como «atractiva» y que Rizzaro tiene «el encanto justo». Por su lado, Diego Brodersen del diario Página/12 puntuó al filme con un 6, diciendo que Turturro alterna «escenas que resuelven con eficacia las intenciones del relato con otras que se quedan a mitad de camino», pero que hay «momentos donde la dirección actoral pierde un poco el norte» y que los planos con el dron son tan innecesarios como impersonales, sin embargo, rescata que la película «logra construir un mundo de endogamias perturbadoras», donde hay sorpresas del guion, pero que «lo mejor de la película es su capacidad de crear y sostener un clima progresivamente enfermizo que envuelve a los personajes como una densa niebla».
Por otra parte, Francisco Mendes Moas del portal de internet Cine Argentino Hoy recalcó que Turturro consigue presentar «personajes femeninos desarrollados [...] y propuestas interesantes a nivel visual e interpretativo, pero que no llegan a amalgamar en la masa del todo que es una película». En una reseña para el sitio web Solo fui al cine, Bruno Calabrese escribió que Turturro combina con inteligencia «el ambiente rural, las tensiones domésticas y el despertar sexual hacen que Cómo mueren las reinas se convierta en un thriller asfixiante sobre la angustia adolescente dentro de un entorno de aislamiento social».

### Premios y nominaciones
| Lista de premios y nominaciones | Lista de premios y nominaciones                           | Lista de premios y nominaciones | Lista de premios y nominaciones | Lista de premios y nominaciones | Lista de premios y nominaciones |
| Año                             | Organización                                              | Categoría                       | Nominado/a(s)                   | Resultado                       | Ref(s)                          |
| ------------------------------- | --------------------------------------------------------- | ------------------------------- | ------------------------------- | ------------------------------- | ------------------------------- |
| 2021                            | Buenos Aires Festival Internacional de Cine Independiente | Mejor Película                  | Cómo mueren las reinas          | Nominado                        | [ 11 ]                          |
| 2021                            | Festival de Málaga                                        | Mejor Película Iberoamericana   | Cómo mueren las reinas          | Nominado                        | [ 11 ]                          |
| 2021                            | Premios Sur                                               | Mejor Música Original           | Sebastián Escofet               | Nominado                        | [ 12 ]                          |